# 그레이트포틀랜드 스트리트역
그레이트포틀랜드 스트리트(Great Portland Street)역은 리젠츠 파크 근처에 있는 런던 지하철역이다. 해머스미스 & 시티 선, 서클선, 메트로폴리탄선의 베이커 스트리트와 유스턴 스퀘어 사이에 있다. 그레이트포틀랜드 스트리트 역은 국가 중요 건축물로 등록되어 있으며 트래블카드 1구역에 위치해 있다.

## 역사
이 역은 세계 최초의 지하철인 메트로폴리탄 철도의 일부로, 해머스미스 & 시티 선의 비숍스 로드(현재 패딩턴)와 패링던가(현재 패링던역 근처) 사이에 개통되었다. 1863년 1월 10일 "포틀랜드 로드(Portland Road)"라는 이름으로 개통되었으며, 1917년 3월 1일 현재의 이름으로 변경되었다가 1923년 "그레이트포틀랜드 스트리트 앤 리젠츠 파크(Great Portland Street and Regents Park)"로 개칭되었다가 1933년 현재의 이름으로 되돌아왔다.
현재의 구조물은 1930년 그레이트포틀랜드가와 올버니가가 교차하는 메릴본가의 교통섬에 지어졌다. 철제 프레임에 크림 테라코타로 덮인 외관으로 이루어졌으며, 주변에는 상점이 있고 기존에는 역 위에 사무실 공간이 있는 자동차 쇼룸이 있다. 그레이트포틀랜드 스트리트역은 자동차 산업의 주요 판매 장소에 있었다. 메트로폴리탄 철도의 건축가 C. W. 클라크에서 설계했으며, 1987년 1월에 2등급으로 지정되었다.
역은 메릴번과 피츠로비아의 경계를 나타내는 간선 도로인 그레이트포틀랜드 가의 북쪽 끝에 있다.
지역 근린 계획은 그레이트포틀랜드 스트리트 역 주변의 회전교차로를 공공영역의 개선과 교통정체가 해결해야 하는 장소로 확인하였다.

## 운행 정보
역은 메트로폴리탄선, 해머스미스 & 시티 선, 서클선이 운행하며, 동부의 유스턴 스퀘어역와 서부의 베이커 스트리트역 사이에 있다. 세 노선 모두 베이커 스트리트의 분기점에서 알드게이트의 분기점까지 동일한 선로 쌍을 이루어 이 선로의 구간은 런던 지하철에서 가장 많이 사용되는 선로 중 하나이다.

### 서클선
이 노선의 시간당 열차 대수는 아래와 같다.
- 6대 : 시계방향 (킹스크로스 세인트판크라스, 리버풀 스트리트 방면)
- 6대 : 반시계방향 (해머스미스, 패딩턴 방면)

### 해머스미스 & 시티 선
이 노선의 시간당 열차 대수는 아래와 같다.
- 6대 : 동행 (바킹 방면)
- 6대 : 서행 (해머스미스, 패딩턴 방면)

### 메트로폴리탄선
메트로폴리탄선은 급행열차를 운행하는 유일한 노선이지만, 현재 이 노선은 혼잡시간대(동행 06:30–09:30/서행 16:00–19:00)에만 운행되고 있다. 급행 운행은 웸블리 파크, 해로온더힐, 무어 파크 사이에서 무정차로 운영되며, 준급행 운행은 웸블리 파크, 해로온더힐 사이에서 무정차로 운영된다.
비혼잡 시간대의 시간당 열차 대수는 아래와 같다.
- 12대 : 동행 (알드게이트 방면)
- 2대 : 서행 (아머셤 방면) (전역정차)
- 2대 : 서행 (체셤 방면) (전역정차)
- 8대 : 서행 (옥스브리지 방면) (전역정차)

왓포드 착발 비혼잡 시간 운행은 베이커 스트리트 역에서 종착한다.
출퇴근 시간대의 시간당 열차 대수는 아래와 같다.
- 14대 : 동행 (알드게이트 방면)
- 2대 : 서행 (아머셤 방면) (오후 혼잡시간대 한정 급행)
- 2대 : 서행 (체셤 방면) (오후 혼잡시간대 한정 급행)
- 4대 : 서행 (왓포드 방면) (오후 혼잡시간대 한정 준급행)
- 6대 : 서행 (옥스브리지 방면) (전역정차)

## 연결 교통
런던 버스 18, 27, 30, 88, 205, 453, C2, 심야 N18, N205 노선이 이 역을 지난다.

## 사진첩

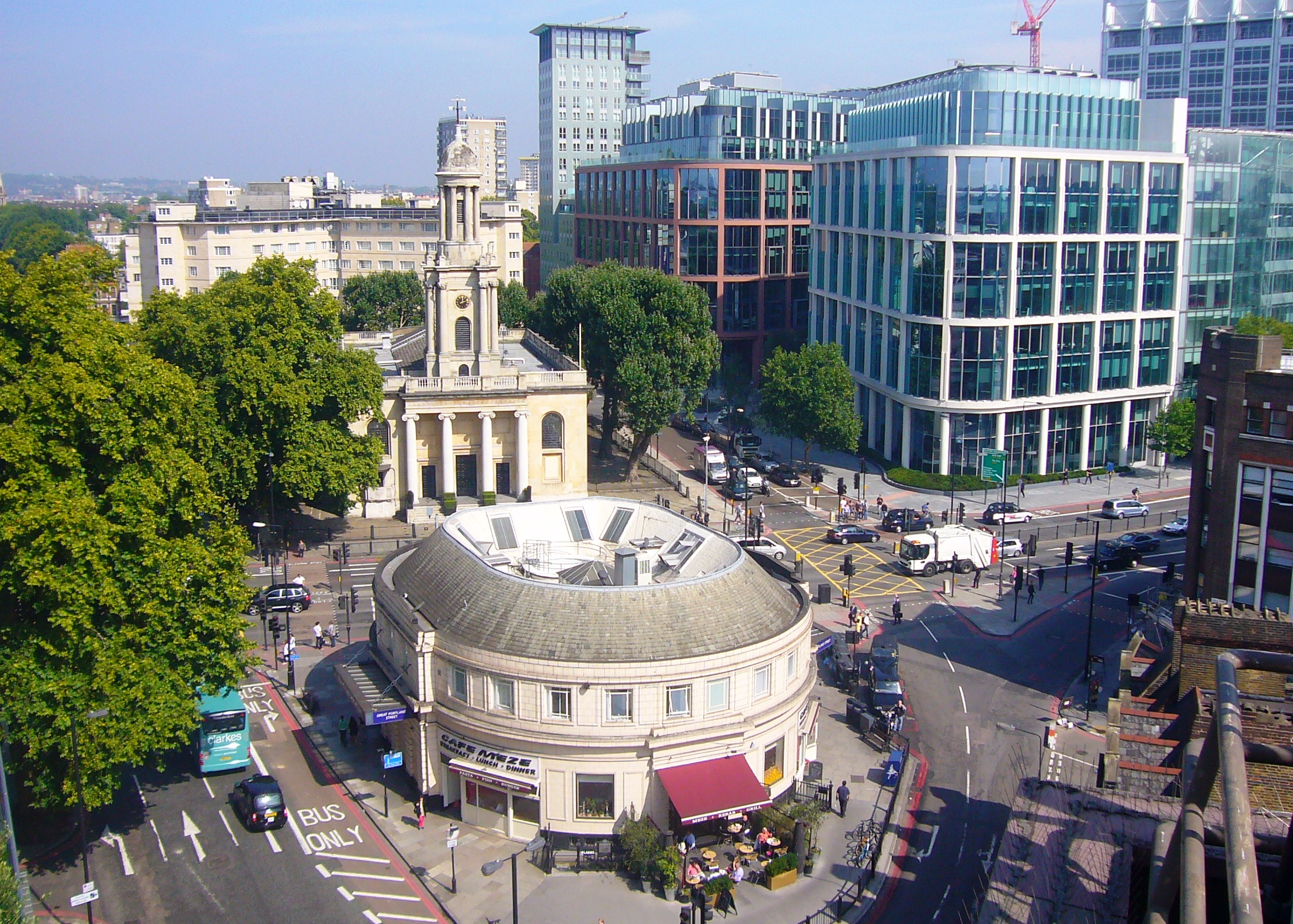
위에서 북쪽으로 바라본 역
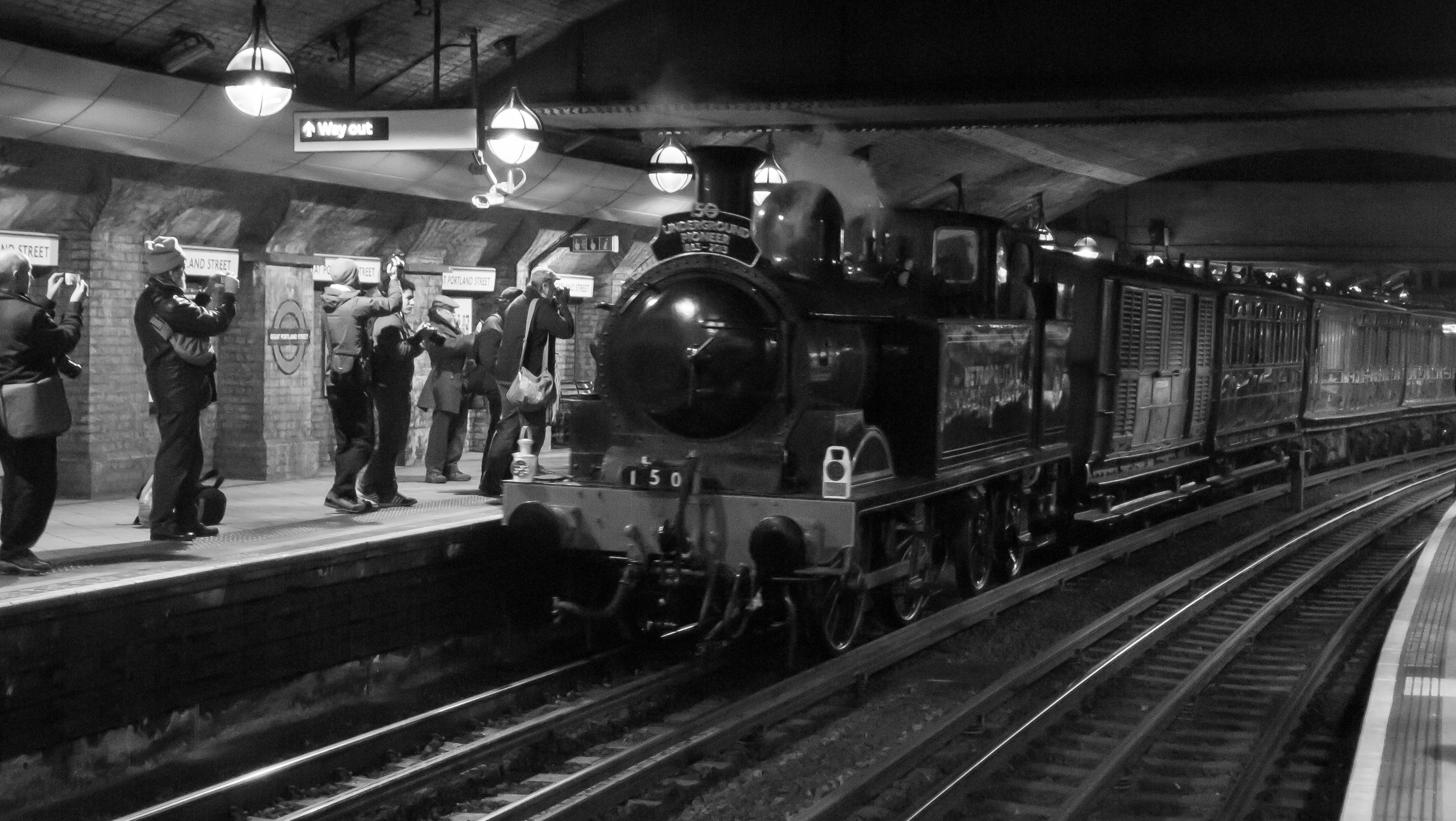
그레이트포틀랜드 스트리트 역을 통과하는 옛 메트로폴리탄 증기 기관차
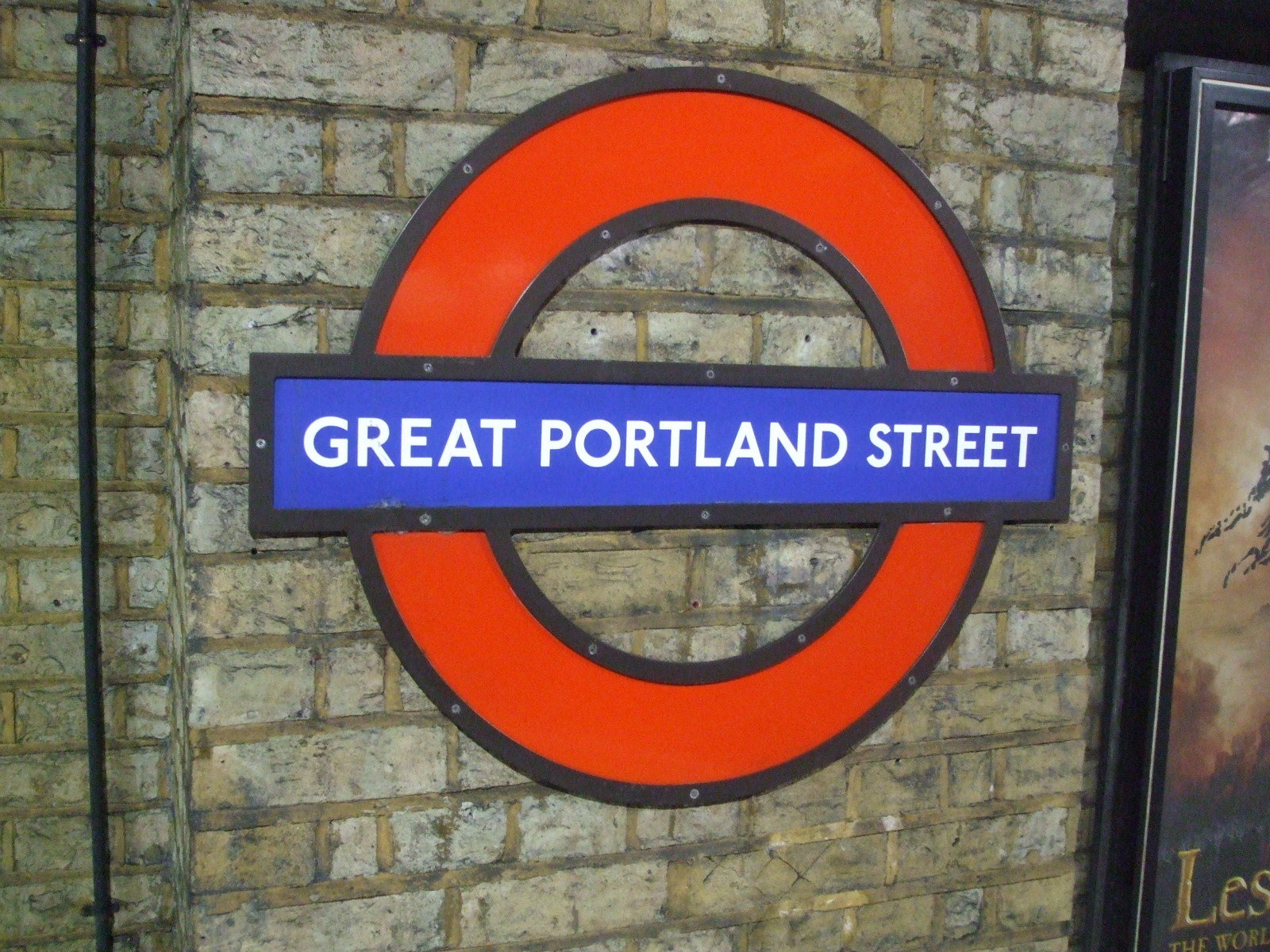
역명판
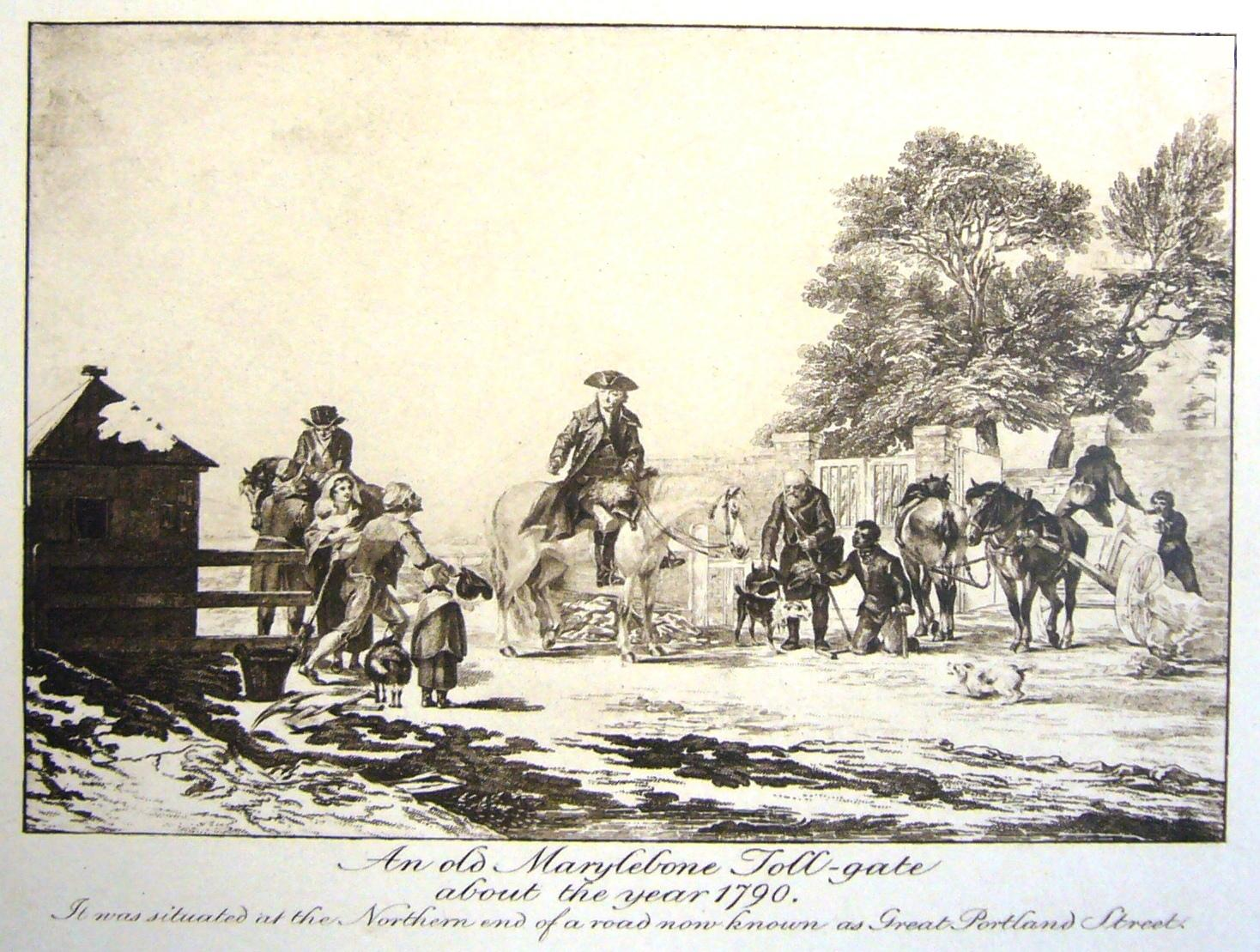
1790년경 역 위치의 그림
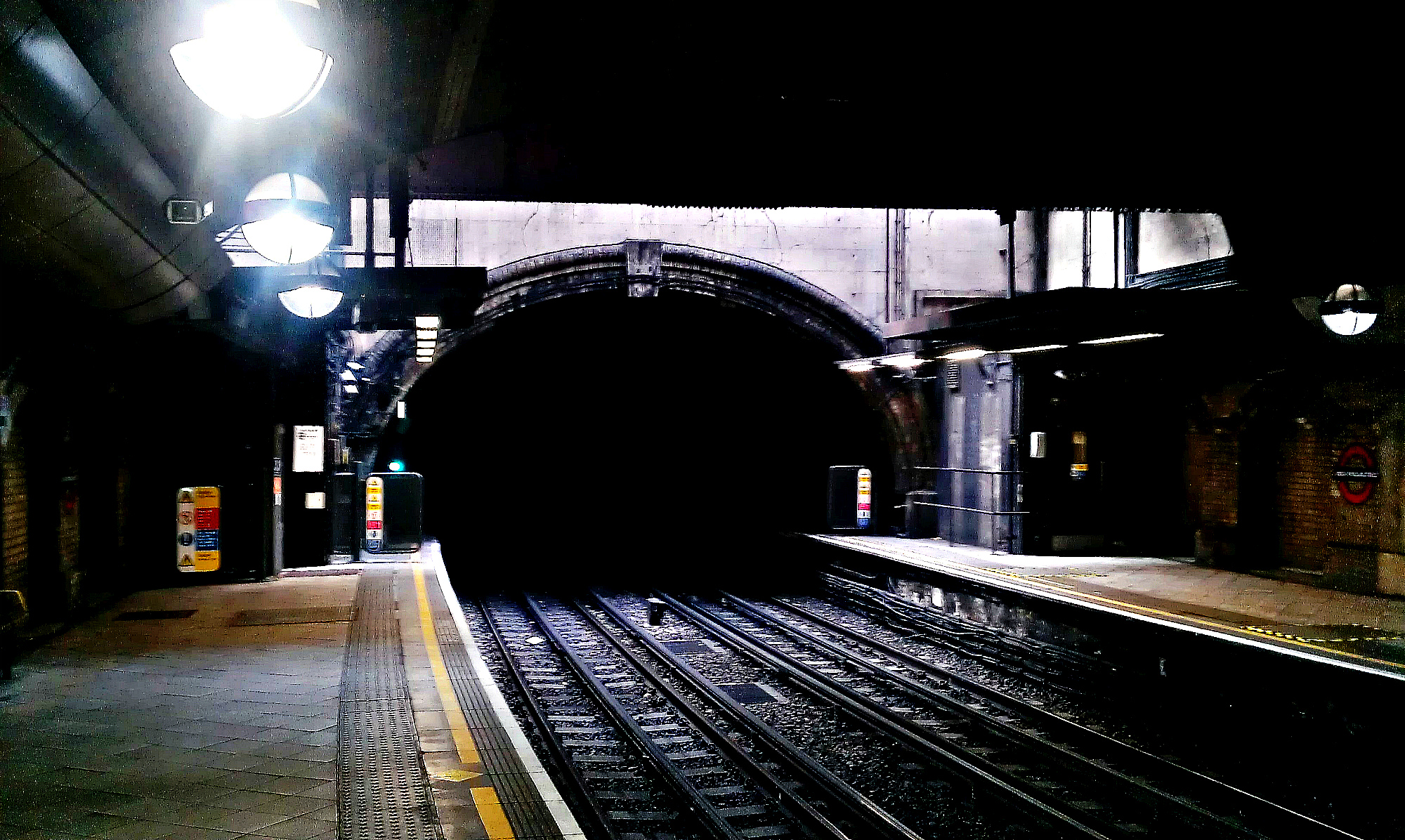
Marylebone Road 아래를 달리는 역 터널
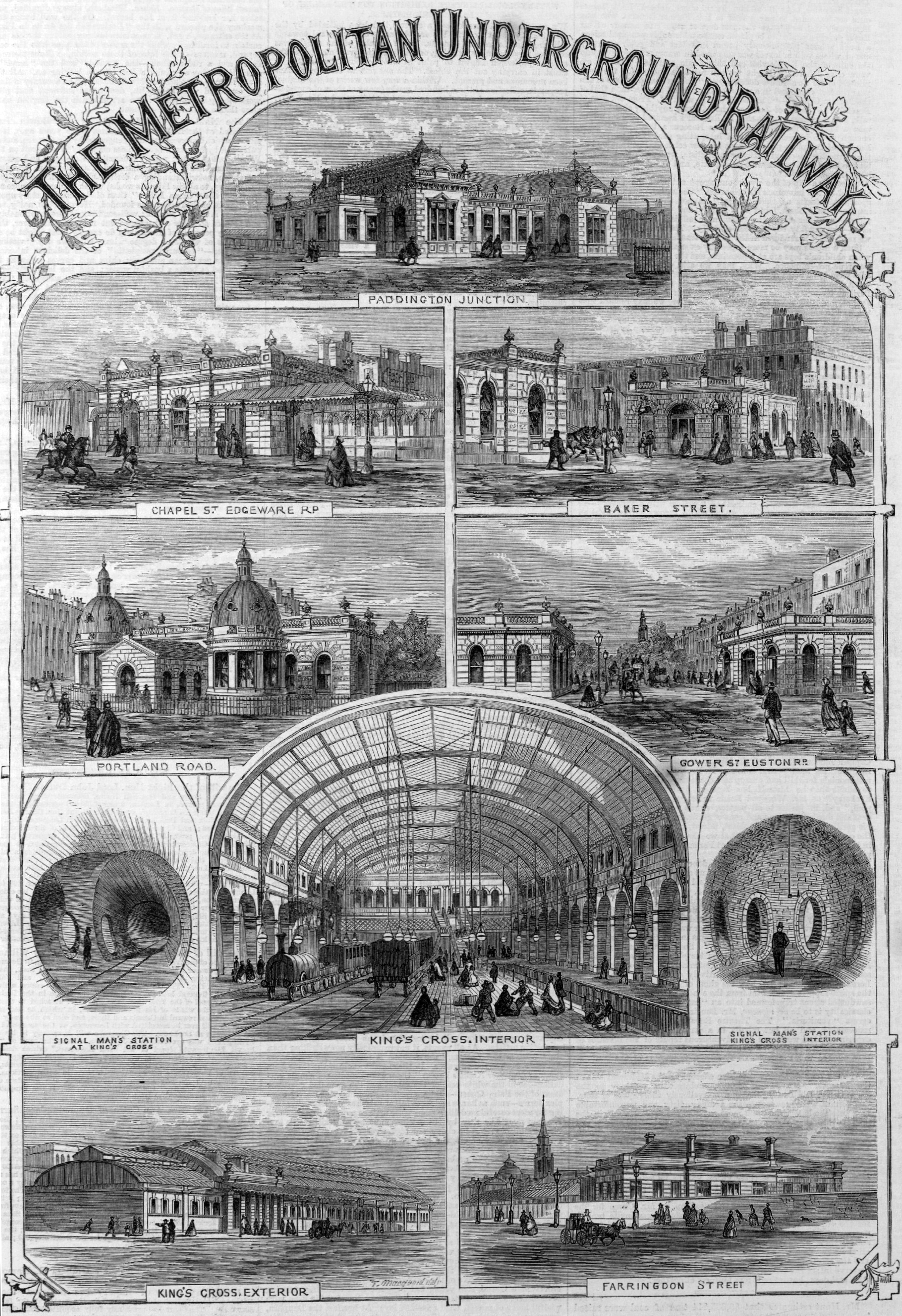
1862년 메트로폴리탄 철도의 포틀랜드 로드 역으로 표시된 그림
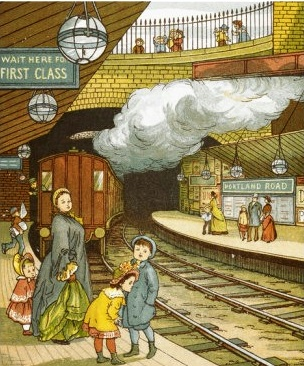
토머스 크레인의 1883년 포틀랜드 로드 역 포스터
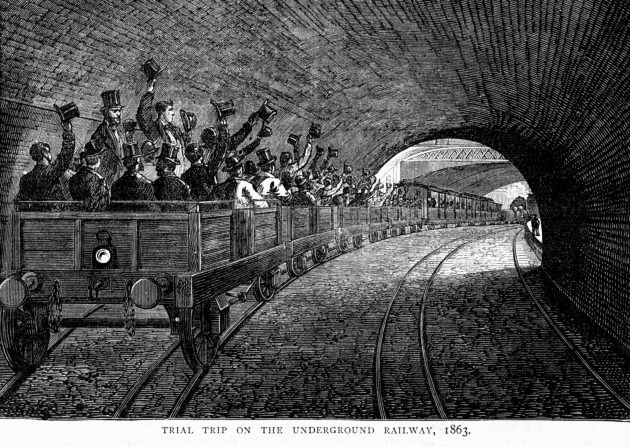
1862년 포틀랜드 로드 역을 통과하는 시운전 열차

## 인접역
| 서클선                                                | 서클선               | 서클선                                       |
| ----------------------------------------------------- | -------------------- | -------------------------------------------- |
| 베이커 스트리트 해머스미스 방면                       | 서클선               | 유스턴 스퀘어 에지웨어 로드(알드게이트) 방면 |
| 해머스미스 & 시티 선                                  |                      |                                              |
| 베이커 스트리트 해머스미스 방면                       | 해머스미스 & 시티 선 | 유스턴 스퀘어 바킹 방면                      |
| 메트로폴리탄선                                        |                      |                                              |
| 베이커 스트리트 아머셤, 체셤, 옥스브리지, 왓퍼드 방면 | 메트로폴리탄선       | 유스턴 스퀘어 알드게이트 방면                |